# Окени (Бакау)
Окени (рум. Ocheni) насеље је у Румунији у округу Бакау у општини Хурујешти. Oпштина се налази на надморској висини од 298 m.

## Становништво
Према подацима из 2002. године у насељу је живело 426 становника, од којих су сви румунске националности.